# Cerdistus debilis
Cerdistus debilis är en tvåvingeart som beskrevs av Becker 1923. Cerdistus debilis ingår i släktet Cerdistus och familjen rovflugor. Inga underarter finns listade i Catalogue of Life.